# N628 (België)
De N628 is een korte gewestweg in de Belgische provincie Luik. De weg ligt op de Hoge Venen en loopt vanaf de N68 ongeveer in westwaartse richting.